# Tosana niwae
Tosana niwae là một loài cá biển thuộc chi Tosana trong họ Cá mú. Loài này được mô tả lần đầu tiên vào năm 1906.

## Từ nguyên
Từ định danh niwae được đặt theo tên của Hiwashi Niwa, giám đốc Trạm Thí nghiệm Ngư nghiệp tại Tosa, Kōchi, Nhật Bản (cũng là nơi mẫu định danh được thu thập).

## Phạm vi phân bố và môi trường sống
T. niwae được phân bố từ tỉnh Kagoshima (phía nam Nhật Bản) trải dài xuống Biển Đông (bao gồm bờ nam Trung Quốc và ngoài khơi Nha Trang, Việt Nam).
Khi so sánh mẫu định danh của Anthias albofasciatus (được thu thập ở Hồng Kông) với mẫu định danh của T. niwae, cũng như với các mẫu T. niwae khác từ Biển Đông thì chúng đều chỉ cùng một loài. Do đó, A. albofasciatus được xem là một danh pháp đồng nghĩa của T. niwae.
Ngoài ra, T. niwae còn được ghi nhận ngoài khơi Úc, từ Darwin (Lãnh thổ Bắc Úc) đến Newcastle, New South Wales dưới danh pháp P. albofasciatus. Ghi nhận của T. niwae tại Bahrain (trên vịnh Ba Tư) theo Eagderi và các cộng sự (2019) thì đây là một sai sót trong việc nhận dạng loài.
T. niwae sống trên nền đáy cát và bùn ở vùng nước sâu, được thu thập ở độ sâu khoảng 60 đến 113 m.

## Mô tả
Chiều dài cơ thể lớn nhất được ghi nhận ở T. niwae là 16 cm.
Thân màu hồng với các tia vây mảnh vươn dài ở hai thùy đuôi và vây bụng. Cá cái và cá con có một dải vàng băng ngang mắt đến nửa trên cuống đuôi. Vây lưng và hai thùy đuôi có viền vàng. Cá đực có thêm một dải vàng khác từ môi trên băng ngang dưới mắt đến rìa sau nắp mang. Hai bên thân cá đực có đốm đỏ.
Số gai ở vây lưng: 10; Số tia vây ở vây lưng: 14; Số gai ở vây hậu môn: 3; Số tia vây ở vây hậu môn: 7; Số gai ở vây bụng: 1; Số tia vây ở vây bụng: 5; Số tia vây ở vây ngực: 15–17.